# Der Recknagel
Der Recknagel ist die gängige Kurzbezeichnung für das seit 1897 jährlich erscheinende Taschenbuch für Heizungs- und Klimatechnik, das aktuell in der 79. Auflage vorliegt. Seit November 2014 existiert als crossmedialer Ableger das Online-Portal recknagel-online.de mit Branchennews und Artikeln zu Heizung, Klima, Lüftung, Kältetechnik, Energiemanagement, Smart Home und Sanierung.
Die erste Ausgabe erschien im Jahre 1897, herausgegeben von dem Heizungs- und Klimatechniker Hermann Recknagel mit dem Titel Kalender für Gesundheitstechniker. Das Werk wurde danach jährlich, mit kriegsbedingten Unterbrechungen, erweitert und neu herausgegeben. Die erste Ausgabe hatte 173 Seiten; in Recknagels Todesjahr, 1919, waren es bereits 360 Seiten, und die aktuelle Ausgabe 2017/18 hat 2623 Seiten. Ab 1952 wurde der so genannte Recknagel, nunmehr als Taschenbuch für Heizung und Lüftung, von Eberhard Sprenger herausgegeben. Ab der 64. Auflage war Winfried Hönmann der Herausgeber, ab der 66. Auflage Ernst-Rudolf Schramek. Mit der 77. Auflage (2015/2016) übernahm Karl-Josef Albers die Herausgeberschaft.
Neben dem sogenannten Standardwerk werden unter der Dachmarke "Recknagel Edition" Fachbücher und Kompendien zu verschiedenen Themen der Technischen Gebäudeausrüstung (TGA), Building Information Modeling (BIM) und zur gesamten HLK-Thematik herausgegeben. Sowohl der Recknagel als auch die dazugehörigen Fachbücher und das Online-Portal richten sich in erster Linie an Ingenieure, Architekten und Fachleute der HLK-, TGA- und Energiemanagementbranche.